# Desert Mice
Pour plus de détails, voir Fiche technique et Distribution.
Desert Mice est un film britannique réalisé par Michael Relph, sorti en 1959.

## Synopsis
Un troupe de l'Entertainments National Service Association (en) déjoue un plan nazi lors de sa tournée en Afrique du Nord.

## Fiche technique
- Titre original : Desert Mice
- Réalisation : Michael Relph
- Scénario : David Climie
- Direction artistique : Peter Proud
- Costumes : Felix Evans
- Photographie : Ken Hodges
- Son : Cyril Collich
- Montage : Reginald Beck
- Musique : Philip Green
- Production : Basil Dearden, Michael Relph
- Production associée : Jack Rix
- Société de production : Welbeck Films, Artna Films
- Société de distribution : Welbeck Film Distributors
- Pays d'origine :  Royaume-Uni
- Langue originale : anglais
- Format : Noir et blanc  — 35 mm — 1,66:1 — son mono
- Genre : Comédie
- Durée : 85 minutes
- Dates de sortie : Royaume-Uni : décembre 1959

## Distribution
- Alfred Marks : Poskett
- Sidney James : Bert
- Dora Bryan : Gay
- Dick Bentley : Gavin
- Reginald Beckwith : Fred
- Irene Handl : Miss Patch
- Kenneth Fortescue : Peter
- Patricia Bredin : Susan
- Liz Fraser : Edie
- Joan Benham : Una